# Dobrzyjałowo
Dobrzyjałowo – wieś w Polsce położona w województwie podlaskim, w powiecie łomżyńskim, w gminie Piątnica.
Przez miejscowość przepływa niewielka rzeka Łojewek, dopływ Narwi.

## Historia
Prywatna wieś szlachecka położona była w drugiej połowie XVI wieku w powiecie wiskim ziemi wiskiej województwa mazowieckiego. 
W latach 1921–1939 wieś i folwark leżał w województwie białostockim, w powiecie kolneńskim (od 1932 w powiecie łomżyńskim), w gminie Rogienice.
Według Powszechnego Spisu Ludności z 1921 roku zamieszkiwało:
- wieś – 382 osoby, 374 było wyznania rzymskokatolickiego a 8 ewangelickiego. Jednocześnie wszyscy mieszkańcy zadeklarowali polską przynależność narodową. Były tu 54 budynki mieszkalne[7].
- folwark – 71 osób w 3 budynkach mieszkalnych.

Miejscowości należały do miejscowej parafii rzymskokatolickiej. Podlegała pod Sąd Grodzki w Stawiskach i Okręgowy w Łomży; właściwy urząd pocztowy mieścił się w m. Jedwabnem.
Po wyzwoleniu folwark upaństwowiono. W późniejszych latach utworzono tam Spółdzielnię Kółek Rolniczych.
W latach 1954–1959 wieś należała i była siedzibą władz gromady Dobrzyjałowo, po jej zniesieniu w gromadzie Górki-Sypniewo. W latach 1975–1998 miejscowość należała administracyjnie do województwa łomżyńskiego.
W 2022 roku Szkoła Podstawowa w Dobrzyjałowie, przyjęła imię kardynała Stefana Wyszyńskiego (1901-1981)

## Parafia katolicka
W miejscowości znajduje się kościół, który jest siedzibą parafii św. Stanisława. W strukturze kościoła rzymskokatolickiego parafia należy do metropolii białostockiej, diecezji łomżyńskiej, dekanatu Piątnica.
Parafia została erygowana w 1425 r. przez biskupa Stanisława herbu Trzaska.
Po kolejnych dwóch kościołach drewnianych, w latach 1856–1860 został wybudowany obecny murowany kościół pw. św. Stanisława BM, pobłogosławiony w 1860 r. W latach 1915–1924 kościół odbudowany ze zniszczeń wojennych, a następnie w latach 1992–1994 powiększony i przygotowany do konsekracji staraniem księdza prob. Franciszka Grabowicza; konsekrowany 11.09.1994 r. przez biskupa łomżyńskiego Juliusza Paetza.
Plebania murowana wybudowana w 1886 r.; wpisana do rejestru zabytków.